# Sutong-Brücke
Die Sutong-Brücke (chinesisch 蘇通大橋 / 苏通大桥, Pinyin Sūtōng Dàqiáo – „Große Suzhou-Nantong-Brücke“), amtlich: Sutong-Jangtsekiang-Straßenbrücke (蘇通長江公路大橋 / 苏通长江公路大桥,  Sūtōng Chángjiāng Gōnglù Dàqiáo), ist eine Schrägseilbrücke, die mit 1088 m die weltweit zweitgrößte Stützweite aufweist, nach der Russki-Brücke bei Wladiwostok. Die Straßenbrücke mit einer Gesamtlänge von 8206 m und sechs Fahrstreifen überspannt den Jangtsekiang in Jiangsu, China bei den Städten Suzhou, genauer Changshu, und Nantong. Das Bauwerk wurde rund ein Jahr vor der geplanten Bauzeit Ende 2008 nach etwa fünf Jahren am 30. Juni 2008 offiziell eröffnet. Die Baukosten betrugen zirka 8,4 Milliarden Yuan.
Die zwischen den Spannbeton-Balkenbrücken angeordnete Hauptbrücke ist eine Schrägseilbrücke mit einer Länge von 2088 m. Die mittlere Öffnung hat eine Hauptstützweite von 1088 m, die beidseitig mit Feldern von jeweils 300 m und zweimal 100 m Spannweite fortgesetzt wird. Der 41 m breite Fahrbahnträger weist einen stählernen Hohlkastenquerschnitt von 4,0 m Höhe auf. Die 306 m hohen Pylone haben in Querrichtung die Form eines „A“ und bestehen aus Stahlbeton. Die 272 Schrägseile sind mit dem Fächersystem in zwei Ebenen angeordnet und maximal 541 m lang. Die Durchfahrtshöhe für Schiffe beträgt 62 m bei einer lichten Durchfahrtsbreite von 891 m.
2010 wurde die Brücke mit dem Outstanding Civil Engineering Achievement Award der American Society of Civil Engineers (ASCE) ausgezeichnet.
Am 1. Juli 2020 begann im Zuge der Inbetriebnahme der Strecke Shanghai – Nantong neben dem Straßenbetrieb der Eisenbahnbetrieb auf der Brücke.